# Desmodium tenax
Desmodium tenax är en ärtväxtart som beskrevs av Anton Karl Schindler. Desmodium tenax ingår i släktet Desmodium och familjen ärtväxter. Inga underarter finns listade i Catalogue of Life.